# Ballet Comique de la Reine

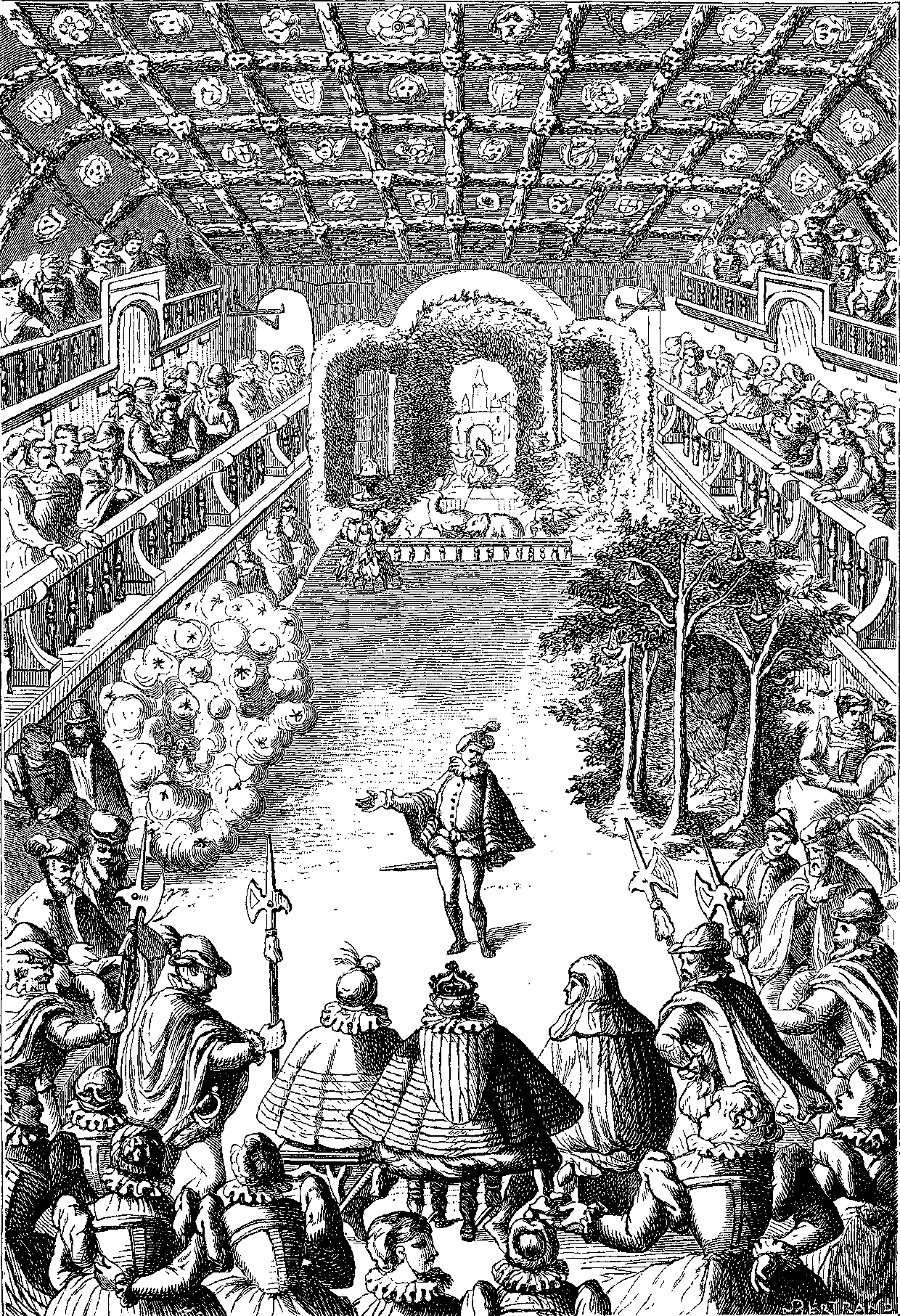
Gravação da primeira cena do Ballet Comique de la Reine.

Ballet Comique de la Reine (na época escrito Balet Comique de la Royne) foi um entretenimento da corte, hoje considerado o primeiro ballet de cour. Foi encenado em 15 de outubro de 1581 para a corte de Catarina de Médici, no Grande Salão do Petit-Bourbon, em Paris. Foi produzido e coreografado por Baltasar de Beaujoyeulx e dançado pela Rainha Luísa e as mulheres da corte. Este balé também era conhecido por sua longa duração de mais de cinco horas e sua cenografia elaborada e dispersa. Tinha trajes elaborados e centrada em torno do mito da deusa grega Circe.
Nicolas Filleul de La Chesnaye, esmoler do rei, escreveu o texto, cenários e figurinos foram desenhados por Jacques Patin. A música foi fornecido por Jacques Salmon, maitre de la musique de la chambre de Roi, e uma certa "Sieur de Beaulieu". Este compositor foi identificado como "Lambert de Beaulieu" por François-Joseph Fétis em sua Biographie universelle, após um erro provável de uma carta de Rodolfo II, Sacro Imperador Romano, mas hoje é identificado com o baixo cantor Girard de Beaulieu, que com sua esposa, a soprana italiana Violante Doria cantaram os ares de Circé.